# Floor Truck Fabriek

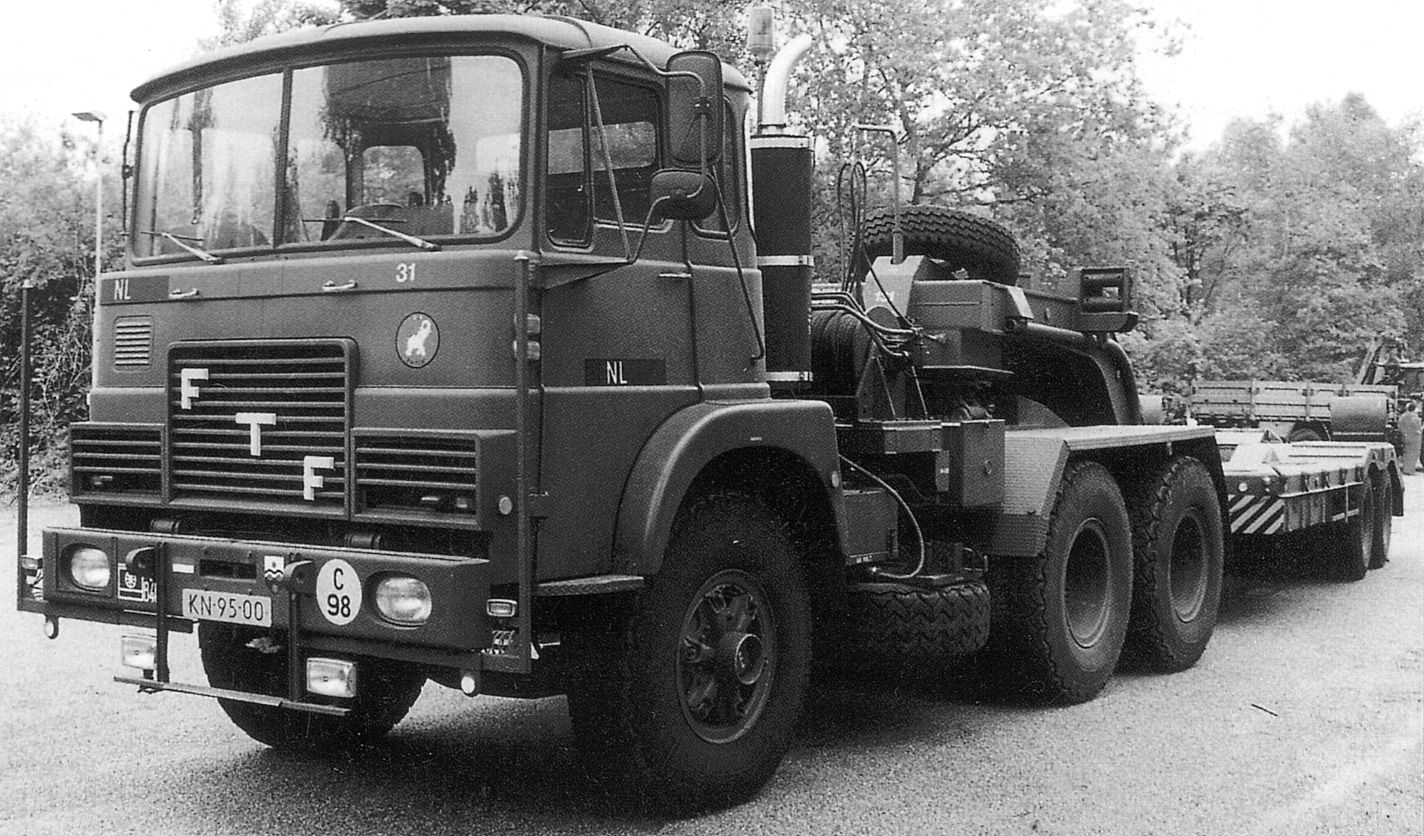
FTF Panzertransporter aus den 1970er Jahren, gebaut für die niederländischen Streitkräfte mit Fahrerhaus von Motor Panels

Die Floor Truck Fabriek (abgekürzt FTF) war ein niederländischer Hersteller von Lastkraftwagen, insbesondere Schwerlastwagen und Spezialfahrzeugen, sowie von LKW-Anhängern und Aufliegern. Nach dem Zweiten Weltkrieg assemblierte man bei FTF Mack LKW. Nachdem dieser Auftrag nicht verlängert wurde, hat man beim FTF selber einem LKW entwickelt. Zahlreiche Komponenten und Baugruppen wurden dabei von Zulieferern bezogen, etwa Achsen von u. a. Kirkstall, Kessler und Steyr, Schaltgetriebe von Eaton-Fuller und Automatikgetriebe von Allison Transmission.
Die Motoren kamen ebenfalls von anderen Herstellern, vor allem von der US-amerikanischen Firma Detroit Diesel. Die ersten Fahrerhäuser wurden selbst hergestellt, danach wurden sie von der britischen Firma Motor Panels bezogen.
FTF war ansässig in Wijchen und Hilversum (Unternehmenssitz). Das Unternehmen baute schwere Lastwagen und insbesondere auch Schwerlast-Zugmaschinen für das Transportgewerbe, aber auch Militärfahrzeuge für das niederländische Heer sowie Terminal-Zugmaschinen für das Container-Terminal im Hafen von Rotterdam. Daneben baute FTF auch Auflieger und LKW-Anhänger.
Insgesamt wurden ca. 1000 Lastwagen gebaut. Ende der 1980er Jahre wurde die Lastwagenfertigung aufgegeben, nachdem sich herausgestellt hatte, dass die Entwicklung eines Nachfolgemodells zu teuer werden würde.
Im Jahr 2006 wurde dann die verbliebene Auflieger- und Anhängersparte vom ebenfalls niederländischen Aufliegerhersteller Nooteboom übernommen und dann im Jahr 2010 aufgrund einer Neuorientierung dieses Unternehmens an den Wettbewerber Pacton verkauft. Beide führten den Markennamen bisher weiter.